# Іцам-К'ан-Ак IV
Іцам-К'ан-Ак IV (22 листопада 701—30 листопада 757) — ахав Йокібського царства у 729—757 роках.

## Життєпис
Був сином К'ініч-Йо'наль-Ака II, втім матір невідома. Разом з тим — на думку низки дослідників, Іцам-К'ан-Ак IV був не сином К'ініч-Йо'наль-Ака II, а родичем по жіночій лінії або представником бічної гілки правлячої династії. Народився 9.13.9.14.15, 7 Мен 18 К'анк'ін (22 листопада 701 року). Після смерті батька стає ахавом. Церемонія сходження на трон відбулася в день 9.14.18.3.13, 7 Бен 16 К'анк'ін (13 листопада 729 року).
Із самого початку спирався на місцеву знать — сахалей. Він не був упевнений у міцності свого становища, тому прагнув отримати підтримку сахалей. Відразу після сходження на трон, Іцам-К'ан-Ак IV приводить до влади на місцях нових сахалей. В день 9.14.18.5.7, 2 Манік 10 Паш (17 грудня 729 року) він змістив сахаля Чак-Тоок'-Туун-Ак-Чамая і передав владу його синові К'ак-…н-…-Аку. У 730 році цар змінив ще одного сахаля (ім'я не збереглося). У 730-ті роки при дворі Іцам-К'ан-Ак IV набув значної ваги Ах-Чак-Вайіб'-К'утіім, сахаль Йашнііля (Ель-Кайо).
У 735 році Іцам-К'ан-Ак IV здобув перемогу над ворогом, але його назва не з'ясована на стелі 10. В той же період встановлюється союз з Південним Мутульським царством. У 745 році ахав останнього К'авііль-Чан-К'ініч допоміг подолати Па'чанське царство, незабаром після цього Іцам-К'ан-Ак IV посадив на трон Па'чана свого ставленика — Йо'паат-Б'алама II.
Одним з найурочистіших подій в царюванні Іцам-К'ан-Ака IV було святкування в день 9.15.18.3.13, 5 Бен 16 Ч'єн (31 липня 749 року) закінчення двадцятиріччя з дня його інтронізації.
Про останні роки життя йокібського ахава, крім традиційних святкувань закінчення п'ятиріччя, відомо замало. На початку 750-х років він втратив контроль над Па'чанською державою. Після цього розпочалося протистояння з па'чанським царем Яшун-Б'аламом IV за область Верхньої Усумасінти. Протягом 755 року союзники Іцам-К'ан-Ака IV — царства Вабе' і Шукальнаах — зазнали поразок.
Помер в день 9.16.6.11.17, 7 Кабан 0 Паш (30 листопада 757 року), поховано через три дні у «Похованні 13» піраміди О-13.

## Будівництво
Встановлював стели з нагоди закінчення кожного п'ятиріччя. Всі вони, крім однієї, розташовувалися в Західному Акрополі на платформі під пірамідою J-3. Вельми незвичайна встановлена з нагоди п'ятиріччя 9.15.15.0.0, 9 Ахав 18 Шуль (4 червня 746 року) стела 40. На ній Іцам-К'ан-Ак IV зображений тим, хто кидає краплі крові або пахощі в «канал для душі» — отвір, пов'язаний з розташованою на південь від площі гробницею.
За наказом Іцам-К'ан-Ака IV створено панель 3, яка визнана одним з найкращих творів мистецтва майя.